# Seiichi Negishi
Seiichi Negishi (jap. 根岸 誠一, Negishi Seiichi; * 20. April 1969 in Kanuma) ist ein ehemaliger japanischer Fußballspieler.

## Karriere

### Verein
Er begann seine Karriere bei Honda FC, wo er von 1988 bis 1991 spielte. 1991 folgte dann der Wechsel zu Kashima Antlers. 1992 beendete er seine Spielerkarriere.

### Futsalnationalmannschaft
Negishi wurde 1989 in den Kader der japanische Futsalnationalmannschaft berufen und kam bei der Futsal-Weltmeisterschaft 1989 zum Einsatz.